# Walter Block
Walter Edward Block (nascut el 21 d'agost de 1941) és un economista pro-mercat lliure i un anarcocapitalista associat a l'Escola Austríaca. Actualment és Professor d'Economia a Loyola University New Orleans i membre senior del Ludwig von Mises Institute.

## Vida personal
Block va néixer a Brooklyn, New York d'Abraham Block, un comptable públic autoritzat, i Ruth Block, una paralegal, dels quals Block ha dit que eren progressistes. Va obtenir la seva llicenciatura en filosofia amb summa cum laude al Brooklyn College, on va ser membre de l'equip de natació Varsity. Block va obtenir el seu doctorat en economia de la Columbia University i va escriure la seva disertació sobre el control dels lloguers. Block, qui té un rerefons jueu, es defineix a si mateix com un ateu devot.

## Carrera professional
Block arà ocupa la càtedra Harold E. Wirth Endowed Chair en economia a Loyola University a New Orleans. Des de 1979 fins a 1991, va ser Economista Senior al Fraser Institute. Addicionalment a la seva plaça facultativa a Loyola, Block també és membre facultatiu senior del Ludwig von Mises Institute per economistes austriacs. El seu treball més important és Defending the Undefendable, del qual John Stossel va dir, "Defending the Undefendable... va obrir-me els ulls a la bellesa del progressisme. Explica que molt del que es pensa que és dolent, no ho és."

## Visions politiques
Block, junt a Robert Nozick, és un dels líders progressistes defensors de la contractes esclavistes voluntaris, argumentant que un contracte esclavista és "a bona fide contract where consideration crosses hands; when it is abrogated, theft occurs". Critica altres progressistes que s'opossen a l'esclavisme voluntari perquè és inconsistent amb els seus principis comuns.

## Publicacions

### Autor
- Defending the Undefendable (1976; translated into Chinese, Dutch, French, Italian, Portuguese, Romanian and Russian languages) ISBN 0-930073-05-3
- A Response to the Framework Document for Amending the Combines Investigation Act (1982)
- Focus on Economics and the Canadian Bishops (1983)
- Focus on Employment Equity: A Critique of the Abella Royal Commission on Equality in Employment (with Michael A. Walker; 1985)
- The U.S. Bishops and Their Critics: An Economic and Ethical Perspective (1986)
- Lexicon of Economic Thought (with Michael A. Walker; 1988)
- Economic Freedom of the World, 1975-1995 (with James Gwartney, Robert Lawson; 1996)
- Labor Economics from a Free Market Perspective: Employing the Unemployable. (2008)
- The Privatization of Roads and Highways: Human and Economic Factors (2009)
- The Case for Discrimination (2010)
- Differing Worldviews in Higher Education: Two Scholars Argue Cooperatively about Justice Education (2010)
- Building Blocks for Liberty (2010)
- Yes to Ron Paul and Liberty Arxivat 2012-09-03 a Wayback Machine. (2012)

### Editor
- Zoning: Its Costs and Relevance for the 1980s (Ed.; 1980)
- Rent Control: Myths & Realities (Ed. with Edgar Olsen; 1981)
- Discrimination, Affirmative Action and Equal Opportunity (Ed. with Michael A. Walker; 1982)
- Taxation: An International Perspective (Ed. with Michael A. Walker; 1984)
- Economics and the Environment: A Reconciliation (Ed.; 1985; translated into Portuguese 1992) ISBN 0-88975-067-X
- Morality of the Market: Religious and Economic Perspectives (Ed. with Geoffrey Brennan, Kenneth Elzinga; 1985)
- Theology, Third World Development and Economic Justice (Ed. with Donald Shaw; 1985)
- Reaction: The New Combines Investigation Act (Ed.; 1986)
- Religion, Economics & Social Thought (Ed. with Irving Hexham; 1986)
- Man, Economy and Liberty: Essays in Honor of Murray N. Rothbard (Ed. with Lew Rockwell; 1988)
- Breaking the Shackles; the Economics of Deregulation: A Comparison of U.S. and Canadian Experience (Ed. with George Lermer; 1991)
- Economic Freedom: Toward a Theory of Measurement (Ed.; 1991)
- Libertarian Autobiographies (Ed.; forthcoming)

## Articles
- "Katrina and the Future of New Orleans" Telos 139, Summer 2007.
- "Hayek's Road to Serfdom". Journal of Libertarian Studies (Center for Libertarian Studies) 12 (2): 339–365 (1996).